# FC Gifu
El FC Gifu és un club de futbol japonès de la ciutat de Gifu.

## Història
Durant la Japan Soccer League i la Japan Football League la prefectura de Gifu estigué representada pel club Seino Unyu (Companyia de Transport). L'actual club es fundà el 2001. Ascendí a la Japan Football League el 2007 i a la J. League el 2008.